# IC 2775
IC 2775 је елиптична галаксија у сазвјежђу Лав која се налази на листи објеката дубоког неба у Индекс каталогу.
Деклинација објекта је + 12° 30' 44" а ректасцензија 11h 22m 39,5s. Привидна величина (магнитуда) објекта IC 2775 износи 15,5 а фотографска магнитуда 16,5.